# 秋窝乡
秋窝乡（藏語：ཆུ་འོག་），是中华人民共和国西藏自治区日喀则市昂仁县下辖的一个乡镇级行政单位。

## 行政区划
秋窝乡下辖以下地区：
桑珠村、阿木加村、康沙村、当通村、上白玛村、怕孜村、席村、下白玛村、拉萨普村、尼布村、查布村、拉日孜村、培村、贡沙村、洛贡村、雅曲村、结村、帮布村、南木加村、曲古龙布村、龙木其村、森岗村和秋窝村。